# Musica Elettronica Viva
Musica Elettronica Viva (MEV) ist ein elektroakustisches Live-Musik-Ensemble.
Das Ensemble wurde 1966 von Alvin Curran, Richard Teitelbaum, Frederic Rzewski, Allan Bryant, Carol Plantamura, Iván Vándor und Jon Phetteplace in Rom gegründet. Die Musiker, zum Großteil Komponisten, wollten in die Elektronische Musik Elemente der musikalischen Improvisation einführen und diese in Echtzeit aufführen. Sie experimentierten zu einem sehr frühen Zeitpunkt mit der Verwendung von Synthesizern. In einem Konzert 1967 in Berlin führten sie John Cages Solo for Voice 2 vor, wobei sie die Stimme von Plantamura durch einen Moog-Synthesizer transformierten. Die Ensemblemitglieder nutzten aber auch „nicht-musikalische“ Objekte wie verstärktes Glas oder Olivenölkanister. Im Laufe der Zeit entwickelte MEV eine Ästhetik, in der die Egos der einzelnen Komponisten im kollektiven Akt der Improvisation aufgingen, was für die Gruppe immer mehr bestimmend wurde 
Das Ensemble erweiterte bereits in den 1960ern seinen Aufgabenbereich, um auch Raum zu haben für freie Improvisation in ständig wechselnden  Formationen, für Straßenmusik und Theater, für Zusammenarbeit mit Amateuren und Laienmusikern, für Veranstaltungen mit Publikumspartizipation, wobei häufig Hunderte  von Menschen beteiligt waren. Seine frühen Vorstellungen in Italien provozierten und führten regelmäßig zu heftigen Protesten aus dem Publikum. Später arbeiteten die Ensemblemitglieder auch mit Musikern aus dem Jazzbereich zusammen. Die Erfahrungen von MEV haben letztlich sowohl die Entwicklung der elektro-akustischen Musik als auch jene der Neuen Improvisationsmusik sehr gefördert.
Seit den 1970ern traten unter dem Namen Musica Elettronica Viva Ensembles in Paris, Rom und New York auf, die sich durch unterschiedliche ästhetische Prinzipien kennzeichnen lassen. Die Gruppen in Rom und Paris unter Leitung von Alvin Curran bzw. Ivan und Patricia Coaquette arbeiteten weiter in Richtung einer freien Improvisation auf Massenbasis und mit offenem Ausgang, während in New York Rzewski und Teitelbaum mit neuen Mitgliedern wie Garrett List und Gregory Reeve disziplinierte Strukturen bevorzugten. Zur (die Jahrzehnte überdauernden) New Yorker Gruppe gehörten in der Folge auch Maryanne Amacher, Karl Berger, Anthony Braxton, Jon Gibson, Steve Lacy, George Lewis, Roscoe Mitchell und Michael Sahl.

## Diskographie
- Friday, aufgenommen in London 1969 mit Curran, Rzewski, Teitelbaum, Franco Cataldi und Gunther Carius
- The Sound Pool, aufgenommen in Rom 1969 (BYG Actuel, wiederveröffentlicht 1998 auf Spalax CD14969)
- Spacecraft/Unified Patchwork Theory (Alga Marghen, Plana-M 15NMN.038) enthält einerseits Spacecraft, aufgenommen 1967 mit Bryant, Curran, Rzewski, Teitelbaum und Vandor, andererseits Unified Patchwork Theory, aufgenommen in Zürich 1990 mit Curran, Rzewski, Teitelbaum, Steve Lacy und Garrett List
- Apogee (teilweise gemeinsam mit AMM aufgenommen in London 2004; Matchless MRCD 61)
- MEV 40 (1967–2007, 4 CDs; New World Records)[1]